# سم فینلی
سم فینلی (انگلیسی: Sam Finley؛ زادهٔ ۴ اوت ۱۹۹۲) بازیکن فوتبال اهل بریتانیا است.
از باشگاه‌هایی که در آن بازی کرده‌است می‌توان به باشگاه فوتبال فایلد اشاره کرد.